# JUMP 〜Jumpin' Kids Symphony〜
『JUMP ～Jumpin’ Kids Symphony～』（ジャンプ ～ジャンピン・キッズ・シンフォニー～）は宇都宮隆と石井妥師によるユニット・BOYO-BOZOが1995年5月21日にリリースした1枚目のシングル。

## 内容
アルバム『ACROBAT』からの先行シングル。
表題曲はANB系「リングの魂」のエンディング・テーマに起用された。
カップリング曲の「楽園へ飛び込め」はシングルに廃盤になって以降、しばらくアルバム未収録で入手困難な状況が続いたが、2012年に発売された宇都宮隆名義によるベストアルバム『TAKASHI UTSUNOMIYA ORIGINAL SINGLES 1992-2003』にて初めてアルバムに収録された。

## 収録曲
| 全作詞: 森雪之丞、全作曲: BOYO-BOZO、全編曲: BOYO-BOZO、西平彰。 |                                                           |          |            |      |
| #                                                                | タイトル                                                  | 作詞     | 作曲・編曲 | 時間 |
| 1.                                                               | 「JUMP 〜Jumpin' Kids Symphony〜」                        | 森雪之丞 | BOYO-BOZO  | 3:39 |
| 2.                                                               | 「楽園へ飛び込め」                                        | 森雪之丞 | BOYO-BOZO  | 5:00 |
| 3.                                                               | 「JUMP 〜Jumpin' Kids Symphony〜 (オリジナル・カラオケ)」 | 森雪之丞 | BOYO-BOZO  | 3:38 |
| 合計時間:                                                        | 合計時間:                                                 | 12:17    |            |      |

## 収録アルバム
- ACROBAT (#1)
- TAKASHI UTSUNOMIYA ORIGINAL SINGLES 1992-2003 (#1,#2)
- U30 Contract TAKASHI UTSUNOMIYA ANTHOLOGY 1992-2023 (#1)